# Xu Tingyao
Xu Tingyao (徐庭瑤, Xú Tíngyáo, 10 janvier 1892–16 décembre 1974), est un général du Kuomintang originaire de Wuwei au Anhui. Son nom de courtoisie est Yuexiang (月祥).
Il commande la 17e armée à la défense de la Grande Muraille en 1933, puis prend temporairement le commandement du 8e groupe d'armées lorsque son commandant est relevé. En juillet de la même année, son armée prend le contrôle de la voie ferrée Pékin-Suiyuan pour gêner l'armée anti-japonaise populaire du Cháhāěr. 
De 1934 à 1935, il est à la tête de la délégation militaire chinoise en Europe et aux États-Unis. En octobre 1935, il est nommé à la tête des écoles de formation des forces motorisées. 
Il commande le 38e groupe d'armées à la bataille du sud de Guangxi de décembre 1939 à avril 1940. Ses forces comprennent des troupes motorisées du 5e corps et de la 200e division vaincus par les Japonais à la bataille du col de Kunlun (en).
Il meurt à Taipei en 1974.